# جاناتان فیلیپه روژیر
جاناتان فیلیپه روژیر (انگلیسی: Jonathan Felipe Rougier؛ زادهٔ ۲۹ اکتبر ۱۹۸۷) بازیکن فوتبال اهل آرژانتین است.